# Tofspingviner
Tofspingviner (Eudyptes) är ett släkte med pingviner som omfattar åtta nu levande arter:
- Fjordpingvin (E. pachyrhynchus)
- Tofspingvin (E. sclateri)
- Macaronipingvin (E. chrysolophus)
- Vitkindad pingvin (E. schlegeli)
- Västlig klipphopparpingvin (E. chrysocome)
- Östlig klipphopparpingvin (E. filholi)
- Nordlig klipphopparpingvin (E. moseleyi)
- Snarespingvin (E. robustus)

Ytterligare en art, chathampingvinen (E. warhami), dog ut under Holocen.